# イケル・ロメロ
イケル・ロメロ・フェルナンデス（バスク語: Iker Romero Fernández、1980年6月15日 - ）は、スペイン・バスク州アラバ県ビトリア＝ガステイス出身のハンドボール選手・指導者。選手時代のポジションはレフトバック。スペイン代表としては計200試合の出場で歴代2位となる753得点を挙げた。

## 経歴

### 選手として

#### クラブ

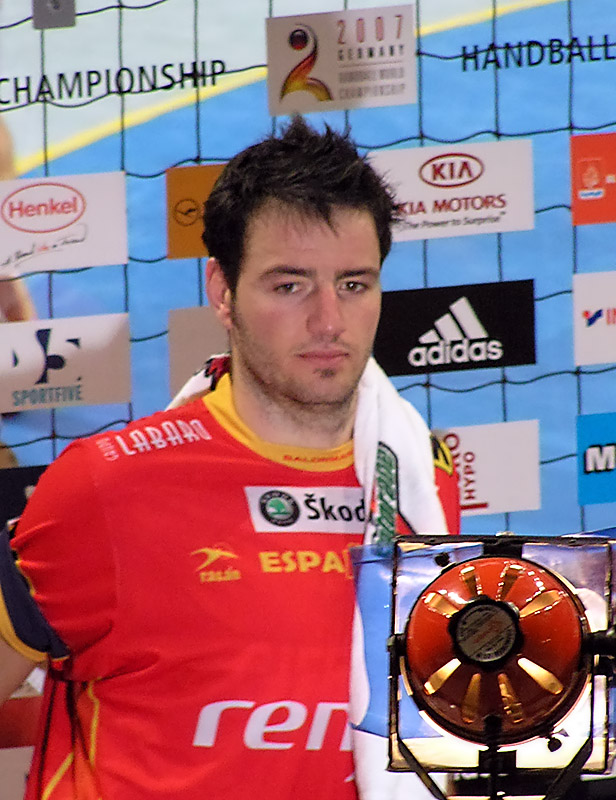
2007年世界選手権におけるロメロ

1997年にBMバリャドリッドでデビュー。2000年から2001年にはCBアデマル・レオンでプレーし、リーガASOBALで優勝した。2001年から2003年にはBMシウダー・レアルでプレーし、2003年にはコパ・デル・レイで、2002年と2003年にはEHFカップウィナーズカップで優勝した。
2003年から2011年までFCバルセロナに在籍した。初年度の2003-04シーズンには前所属クラブのBMシウダー・レアルが優勝している。2004-05シーズンと2010-11シーズンにはEHFチャンピオンズリーグで優勝し、2004年にはEHFチャンピオンズトロフィーで優勝した。リーガASOBALでも2005–06シーズンと2010–11シーズンに、コパ・デル・レイでも2003–04シーズン、2006–07シーズン、2008–09シーズン、2009–10シーズンに優勝した。リーガASOBALではベストセブンを2度、得点王を1度受賞している。
2011年にはブンデスリーガのフュクセ・ベルリンに移籍し、2014年にはDHBポカールで、2015年にはEHFカップで優勝した。同年に現役を引退。

#### スペイン代表
2005年にチュニジアで開催された世界男子ハンドボール選手権では優勝した。2006年にスイスで開催された欧州男子ハンドボール選手権では準優勝し、レフトバックの大会ベストセブンに選ばれた。2008年に中国・北京で開催された北京オリンピックでは銅メダルを獲得した。2011年にスウェーデンで開催された世界選手権では3位となった。

### 指導者として
2017年にはドイツリーグのTSV Hannover-Burgdorfの監督に就任した。

## タイトル

### クラブ
- CBアデマル・レオン
  - リーガASOBAL : 2001

- BMシウダー・レアル
  - コパ・デル・レイ : 2003
  - EHFカップウィナーズカップ : 2002, 2003

- FCバルセロナ
  - リーガASOBAL : 2006, 2011
  - コパ・デル・レイ : 2004, 2007, 2009, 2010
  - コパASOBAL : 2010
  - スーペルコパ・デ・エスパーニャ : 2004, 2007, 2009, 2010
  - EHFチャンピオンズリーグ : 2005, 2011
  - EHFチャンピオンズトロフィー : 2004

- フュクセ・ベルリン
  - ブンデスリーガ・ポカール : 2014
  - EHFカップ : 2015

### スペイン代表
- 夏季オリンピック
  - 銅メダル : 2008

- 世界男子ハンドボール選手権
  - 優勝 : 2005
  - 3位 : 2011

- 欧州男子ハンドボール選手権
- 準優勝 : 2006

### 個人
- リーガASOBAL最優秀若手選手賞 : 2000, 2001, 2002
- リーガASOBALベストセブン : 2005, 2006
- リーガASOBAL得点王 : 2008
- ブンデスリーガベストセブン : 2013
- 世界ジュニア選手権ベストセブン : 2001
- 欧州男子ハンドボール選手権ベストセブン : 2006